# Парнов, Еремей Иудович
Ереме́й Иу́дович Парно́в (20 октября 1935, Харьков — 18 марта 2009, Москва) — советский и российский писатель, публицист и кинодраматург. Кандидат химических наук. Один из авторов «Атеистического словаря». Член Союза писателей СССР.

## Биография
В 1958 году окончил Московский торфяной институт. Работал в НИИ Зарубежгеология.
В 1964 году в Московском ордена Трудового Красного Знамени институте нефтехимической и газовой промышленности имени И. М. Губкина защитил диссертацию на соискание учёной степени кандидата химических наук по теме «Исследование растворимости углеводородов различных рядов в воде в связи с проблемой миграции нефти и газа».
В 1967 году стал членом Союза писателей СССР.
Научную фантастику писал преимущественно в 1960-х в соавторстве с Михаилом Емцевым. Наибольшую известность Парнову принесла детективная трилогия об инспекторе Люсине, в которую вошли романы «Ларец Марии Медичи» (1972), «Третий глаз Шивы» (1975), «Александрийская гемма» (1991, сокращённый вариант под названием «Мальтийский жезл» выходил в 1987). В этих остросюжетных произведениях главный герой, работник уголовного розыска Люсин, при участии своего друга, историка и писателя Березовского, расследует загадочные преступления, в которых загадки истории таинственно переплетаются с современностью.
В 1964 году он вместе с Михаилом Емцевым написал роман «Душа мира» (переведён на английский язык Антониной В. Буа, предисловие к переводу написал Старджон). Авторы пишут о суперкомпьютере, который объединяет всех людей в единое сознание.
Скончался 18 марта 2009 в Москве в Боткинской больнице. Похоронен на Востряковском кладбище (55 уч.).

## Семья
Родители — Иуда Израилевич Парнов (1898—1973) и Вера Еремеевна Парнова (1903—1973).
Первая жена — Кольнова (Парнова) Марина Владимировна, инженер (1938). Сын Парнов Александр (16.01.1964 — 10.1964).
Вторая жена — Елена Кнорре (1925—2007), писатель-популяризатор.

## Отзывы
Немецкий славист и литературный критик Вольфганг Казак отмечал: 
Произведения Парнова показывают, что он проявляет подлинный интерес к духовным сферам жизни, также — к эзотерике и мистике.

## Сочинения
- Возвращенное солнце. — М., 1960. В соавторстве с Р. Б. Оршанским
- Окно в антимир. М., 1961 (Научно-популярная библиотека). В соавторстве с Е. Л. Глущенко
- Неуязвимые материалы. М., 1962
- Дальний поиск. — М., 1963 (Научно-популярная библиотека)
- Уравнение с Бледного Нептуна: Повесть. М., 1964 (Фантастика. Приключения. Путешествия). В соавторстве с М. Т. Емцевым
- Падение сверхновой. — М., 1964. В соавторстве с М. Т. Емцевым
- Впереди великий штурм природы: О природе, климате и возможных путях их изменений. М., 1964 (На суше, на море, в воздухе). В соавторстве с М. Т. Емцевым
- Последнее путешествие полковника Фоссета: Фантастико-приключенческие рассказы. М., 1965 (Фантастика. Приключения. Путешествия). В соавторстве с М. Т. Емцевым
- Зелёная креветка. — М., 1966. В соавторстве с М. Т. Емцевым
- Рассказ о торфе. — М., 1966. В соавторстве с Р. Б. Оршанским
- Море Дирака: Фантастические романы. М., 1967 (Фантастика. Приключения. Путешествия). В соавторстве с М. Т. Емцевым
- На перекрестке бесконечностей. М., 1967
- Ярмарка теней. М., 1968 (Библиотека приключенческой и научной фантастики)
- Современная фантастика. М., 1968 (Народный университет. Факультет литературы и искусства; 12)
- Три кварка: Научно-фантастические повести и рассказы. М., 1969 (Фантастика. Приключения. Путешествия)
- Клочья тьмы на игле времени: Фантастический роман. М., 1970 (Библиотека фантастики). В соавторстве с М. Т. Емцевым
- Звезда в тумане: Историческая повесть. М., 1971 (Пионер — значит первый)
- Бронзовая улыбка: Документальная повесть. М., 1971 (Бригантина) (о путешествии Г. Ц. Цыбикова в Тибет)
- Секретный узник: Повесть об Эрнсте Тельмане. М.: Политиздат, 1972. — 503 с., ил. («Пламенные революционеры»); 2-е изд.: 1978. — 470 с., ил.
- Ларец Марии Медичи: Роман. М., 1972 (Библиотека приключений и научной фантастики)
- Проблема-92: Курчатов: Повесть об ученом. М., 1973 (Пионер — значит первый)
- Фантастика в век НТР. М., 1974 (Народный университет. Факультет литературы и искусства)
- Третий глаз Шивы: Фантастико-приключенческий роман. М., 1975 (Библиотека приключений и научной фантастики)
- Два океана нашей земли. М., 1976
- Посевы бури: Повесть о Яне Райнисе. М., 1976 («Пламенные революционеры»), переиздан в этой же серии в 1986 году.
- Звездные знаки. М., 1978
- Ледовое небо: Повести. М., 1980
- Боги Лотоса: Критические заметки о мифах, верованиях и мистике Востока. М., 1980
- Восемь сторон света. М., 1981
- Драконы грома: Рассказы и повести. М., 1981
- Красный бамбук — чёрный океан: Роман. М., 1981
- Зеркало Урании. М., 1982
- Витязь чести: Повесть о Шандоре Петёфи. М., 1982 («Пламенные революционеры»)
- Проснись в Фамагусте. 1983
- Пылающие скалы: Роман. М., 1984
- Трон Люцифера. Критические очерки магии и оккультизма. М.: Политиздат, 1985. (ISBN 5-250-01108-X)
- Под ливнем багряным: Повесть о Уоте Тейлере. М., 1988 («Пламенные революционеры»)
- Александрийская гемма. М., 1991
- Заговор против маршалов. М., 1991
- Сочинения в 3-х томах. М., Терра, 1994.
- Властители и маги. В двух книгах. М., 1996
- Кольца змея. М., 1996 (переизд. в 3 томах, 2003)
- Секта. М., 1996 (роман)
- Сны фараона. М., 1996 (роман)
- Бог паутины. М., 1997 (роман)
- Собрание сочинений в 10 томах. М., 1998—1999
- Наступит ли будущее?.. М., 1999
- Скелеты в сейфе. В 2 томах. М., 2000
- Эрос и Танатос. М., 2001
- Всевидящее око. В 2 томах. М., 2003
- Дороги к храму. Путешествие по библейским странам. М., 2004
- Круг чудес и превращений, или Мир вокруг «Глобуса». М., 2005 (о Шекспире)
- По следам Золотой легенды. Путешествие в Атлантиду. М., 2007
- Тайнопись Апокалипсиса. М., 2007 (роман)
- Тайные письмена богов. М., 2007
- Рок и ужас. М., 2008 (сборник рассказов)
- Святыни Поднебесной. Хождение в Срединное Государство Китай. М., 2008
- Тень Люциферова крыла. В 2 книгах. М., 2009

## Фильмография
- 1980 — Ларец Марии Медичи

## Награды
Награждён орденом «Знак Почёта». Лауреат премии Всесоюзного общества «Знание» (1968, 1974, 1982), премии «За творчество в области научной фантастики социалистических стран» (1973), Еврокона (1976), «Золотые крылья фантазии» (1981), премии МВД СССР и СП СССР (1983). За книгу «Круг чудес и превращений», посвящённую Шекспиру, писатель получил благодарность от королевы Англии.